# Cajamarca

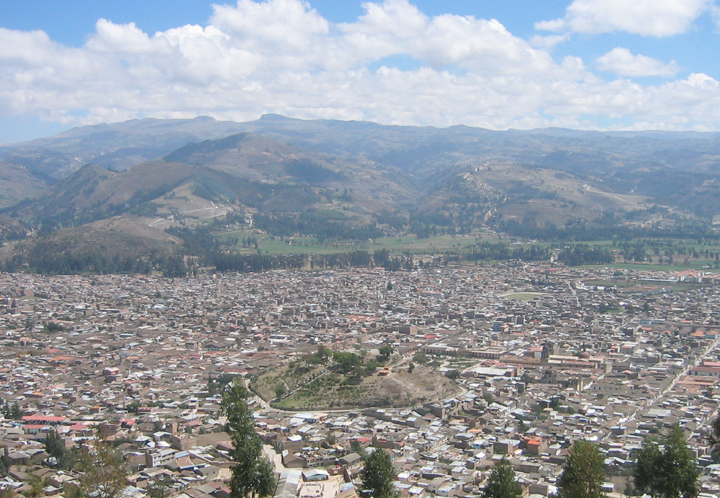
Vista aérea de Cajamarca

Cajamarca é uma cidade do Peru, capital do departamento de Cajamarca e da província de Cajamarca. Tem 245 137 habitantes.
Situa-se às margens do rio Cajamarca. É o centro de uma região agrária cujos produtos são produzidos em indústrias manufatureiras. 
Durante a conquista, presenciou a condenação em 1533 do último soberano inca, Atahualpa, por Francisco Pizarro. Reedificada pelos espanhóis, destacam-se entre seus monumentos arquitetônicos a Igreja de São Francisco (XVI), a catedral (XVII) de estilo indigenista e Santa Catalina (estilo colonial).